# Poesía china
Existen dos tradiciones en la literatura china: la literaria y la popular o coloquial. La última se remonta a más de mil años antes de la era cristiana y ha existido hasta nuestros días. En un principio consistió en poesía, más tarde en teatro y novela, y después fue incorporando obras históricas, relatos populares y cuentos. Los intelectuales de la clase oficial, que eran los que dictaban los gustos literarios, no la creyeron digna de estudio y la consideraron inferior durante mucho tiempo. Su estilo brillante y refinado marca los principios de la tradición literaria ortodoxa, que comenzó hace 2000 años. Hasta el siglo XX, la literatura popular no obtuvo el reconocimiento de la clase intelectual.
La literatura china puede dividirse en tres grandes épocas históricas, que se corresponden, más o menos, con las de la historia de la literatura occidental: la época clásica, que abarca desde el siglo VI a. C. hasta el siglo II d. C.; la medieval, desde el siglo III hasta el final del siglo XII, y la moderna, desde el siglo XIII hasta nuestros días.

## Época Clásica
Los ejemplos más antiguos de escritura china son inscripciones en huesos y caparazones de tortuga, que datan probablemente del siglo XIV a. C. Representan divinizaciones dedicadas a los reyes de la dinastía Shang (c. 1766-c. 1027 a. C.), la primera dinastía conocida. Aunque no puede considerarse literatura en el sentido estricto de la palabra, estas inscripciones representan los ejemplos más antiguos de escritura china, que sirvieron de punto de partida para toda la literatura posterior.
La época clásica de la literatura china se corresponde con la de la literatura griega y romana. Las etapas de formación tuvieron lugar del siglo VI al IV a. C., en los tiempos de la dinastía Chou (c. 1027-256 a. C.). De esta época son las obras de Confucio, Mencio, Laozi, Zhuangzi y otros muchos grandes filósofos chinos. Culminó con la recopilación de los llamados ‘cinco clásicos’, o clásicos confucianos, y otros tratados filosóficos. En los siglos siguientes a la época clásica se fijó el modelo confuciano y el confucianismo se convirtió en la enseñanza ortodoxa, que marca la tradición clásica que ha perdurado hasta nuestro siglo.

### Poesía
La obra poética más importante del periodo clásico fue el Shijing (Libro de las odas o Clásico de la poesía), antología de poemas antiguos escritos en versos de cuatro palabras y compuestos en su mayoría entre los siglos X y VII a. C. El Shijhing se considera el tercero de los cinco clásicos; la leyenda dice que fue el mismo Confucio quien seleccionó y editó los 305 poemas que forman la obra. En lugar de glorificar a dioses y héroes, como era costumbre en otras culturas, muchos de estos poemas cantan la vida diaria de los campesinos, sus tristezas y alegrías, sus ocupaciones y fiestas. Estos poemas, que constituyen la mitad del libro, marcan el comienzo de la tradición popular de la poesía china y se caracterizan por la simplicidad de lenguaje y sentimientos. La otra mitad del Shijing contiene canciones elegíacas y poemas cortesanos. Estas canciones y poemas muestran un relato colorista de la vida y costumbres de la nobleza feudal china, de la misma manera que los poemas populares describen la vida sencilla y agradable de los campesinos. Los poemas cortesanos se cantaban y acompañaban con danzas; la poesía y la música chinas han estado unidas desde tiempos remotos.
El estilo aristocrático o cortesano alcanza su máxima expresión con los poemas conocidos por elegías de Chu, estado feudal al sur de China central, que fue la tierra de Qu Yuan, primer gran poeta chino. Noble de nacimiento, Qu Yuan escribió Lisao (Dolor de la lejanía), largo poema autobiográfico lleno de alusiones históricas, alegorías y símiles, expresadas en verso, que trata de la revelación íntima de un alma poética atormentada por su fallida búsqueda de un ideal. Otros poemas de Qu Yuan son igualmente ricos en imágenes y sentimientos y están escritos en un tono romántico, completamente diferente del de la poesía sencilla y realista del Shijing.
Durante los 400 años de la dinastía Han (206 a. C.-220 d. C.), las tendencias realista y romántica dieron lugar a escuelas poéticas. Los versos de Chu, de formas irregulares, fueron el comienzo de un nuevo género literario, el fu, o poema en prosa. Más tarde, la poesía china se enriqueció con canciones populares recogidas por el Yüeh-fu, una institución fundada en el siglo II a. C.

### Prosa
Los primeros trabajos en prosa forman, junto con el Shijing, los cinco clásicos. Son el I Ching (Libro de las mutaciones), el Shujing (Libro de los documentos), un conjunto de documentos de estado antiguos; el Liji (Memoria sobre los ritos), colección de códigos gubernamentales y rituales, y el Chunqiu (Anales de la primavera), la historia del estado de Lu desde 722 hasta 481 a. C. Desde el siglo VI hasta el III a. C., se escribieron las primeras grandes obras de la filosofía china, como los Analectas de Confucio, aforismos recopilados por sus discípulos; los elocuentes debates de Mencio, discípulo de Confucio; el Doodejing (Clásico de la forma y su virtud), atribuido a Lao Tzu, fundador del taoísmo, y los ensayos de Zhuangzi, el otro gran filósofo taoísta. También son importantes, no solo por su prosa sino por su aportación filosófica, los ensayos de Mozi, Xunzi y Han Fei Zi. El Shiji (Memorias históricas) de Sima Qian, gran obra sobre la historia de China hasta la dinastía Han, sirvió de modelo de una larga serie de historias dinásticas durante 2.000 años. En filosofía política y moral, los confucianos sentaron las bases de la tradición literaria de la prosa china, adoptando un lenguaje literario propio, diferente del lenguaje hablado. Bajo la dinastía Han, los intelectuales y eruditos formaron parte de la burocracia estatal. Alcanzar ciertos cargos oficiales, pasó a depender de los conocimientos que se tuvieran de los clásicos confucianos. Esta práctica continuó, con algunas interrupciones, hasta el siglo XX d. C. y elevó la tradición literaria a culto nacional.

## Época Medieval
Desde el comienzo de la época medieval, del siglo III d. C. al siglo VII, China estaba dividida en estados rivales y además era víctima de las invasiones de los tártaros. A pesar de todo, la producción literaria de esta etapa no fue en absoluto estéril, como sucedió en la historia de Europa occidental, en la que el periodo equivalente se conoce por edad oscura. La difusión del budismo desde la India, la invención de un tipo de imprenta sin caracteres móviles y el florecimiento de la poesía y la prosa, iluminaron todo el periodo, y se convirtió en uno de los más brillantes de la historia de la literatura china.

### Poesía
Durante los periodos de agitación política y social, desde el siglo III hasta el VII, los poetas encontraron refugio y consuelo en el campo. Algunos eran ermitaños y crearon una escuela de poesía a la que llamaron “campo y jardín”; otros escribieron los mejores poemas populares chinos, como los de amor atribuidos a Tzu-yeh, poetisa autora de La balada de Mulan, que relataba las aventuras de una mujer soldado, disfrazada de hombre y El pavo voló al Sureste, extensa narración de un trágico amor familiar, escrito en lengua vulgar y elocuente. El mejor poeta de estos turbulentos siglos fue Tao Qian, también conocido por Tao Yuanming, que cantaba las alegrías de la naturaleza y de la vida solitaria. Su obra A la sombra de un melocotonero en flor llegó a ser la expresión clásica del poeta en busca de una utopía.
La mejor poesía china se escribió durante la dinastía Tang (618-906), un periodo de paz general y prosperidad que tuvo su ocaso. A pesar de haber transcurrido diez siglos, se han conservado más de 49.000 poemas escritos por 2200 poetas. Los tres poetas más famosos fueron Wang Wei, Li Po y Tu Fu. Conocieron en su juventud el esplendor de la dinastía Tang pero años después vivieron épocas de guerras y rebeliones. Wang Wei, filósofo y pintor de tendencias budistas, describió la serenidad de las maravillas de la naturaleza; se dice que la poesía está en su pintura y la pintura en su poesía. Li Po, líder taoísta de la escuela romántica, se rebeló contra los convencionalismos poéticos y contra la sociedad en general. Apasionado e indisciplinado, creía pertenecer al mundo de los inmortales, ya que decía haber sido exiliado de este mundo. Li Po mostraba lo mejor de sí mismo cuando loaba el amor y la amistad, los placeres del vino y los aspectos majestuosos y misteriosos de la naturaleza. Su amigo y rival Tu Fu, por el contrario, era meticuloso en sus esfuerzos por conseguir un realismo preciosista. Humanista e historiador, Tu Fu expresaba sus vínculos con el mundo, de manera sincera e intimista, sus afectos familiares, su amor infinito por la humanidad y su inquietud por las injusticias de su tiempo. El realismo de la obra de Tu Fu influyó en el poeta Bai Juyi (Po Chü-i), que utilizaba la poesía como un medio para la crítica y la sátira. En los siglos posteriores, esta tendencia moralista la desarrollaron otros poetas, incorporando disquisiciones didácticas y filosóficas, pero, en general, la poesía china fue esencialmente lírica.
La rima constituyó una parte primordial de la poesía china, pero la métrica, no estuvo bien definida hasta el periodo Tang. La forma característica de esta época es la llamada shi, definida por una estrofa de versos de cinco o siete pies, y cuya rima recaía habitualmente en los versos impares.
En la época Tang se adoptó otra nueva forma poética conocida como cu. A pesar de queen esta técnica los versos variaban de longitud, el número de versos y su longitud se fija de acuerdo a un tono y ritmo determinados. La escritura del cu adoptó nuevas palabras populares, como ya estaba haciendo la música popular y requería de gran habilidad. Las melodías utilizadas eran casi siempre de origen extranjero.
Durante la dinastía Song (960-1279) el cu alcanzó su máxima popularidad. En un principio se escribían largos poemas cu, cantados con melodías populares y, en general, de temas amorosos, cortesanos o musicales. Su Tung-po, el mejor poeta chino de cu, lo liberó de las formas rígidas que le había impuesto la música e introdujo temas más enérgicos. En el siglo XI se escribió más cu compuesto con fines no musicales, es decir, un cu escrito sin intención de ser cantado. Desde finales del siglo XIII se volvió a la tradición del cu cantado. La poetisa china Li Qingzhao alcanzó gran popularidad por sus versos cu sobre su viudedad.

### Prosa
La prosa china también floreció durante la dinastía Tang. Han Yu, maestro de la prosa Tang, exigía la vuelta a la escritura directa y simple de estilo clásico, como reacción a la prosa artificial de aquel tiempo. Como resultado de los esfuerzos de Han Yu, los tratados políticos y filosóficos, los ensayos informales y los cuentos fantásticos (chuanqi) se escribieron conforme al estilo neo-clásico. Estos últimos representan los primeros cuentos fantásticos de la China.
Los primeros cuentos escritos según la tradición popular aparecieron durante el periodo Tang. Los predicadores budistas, con la intención de difundir su religión, escribieron historias en lenguaje coloquial y en una forma narrativa conocida por bianwen, término a veces traducido por ‘popular’, que marcó el principio de la ficción popular china.
Aunque se conservan pocos ejemplos de la antigua tradición narrativa, en el siglo XI se vivió un renovado interés por este arte y se practicó con gran habilidad durante la dinastía Song, periodo de abundante actividad literaria. A lo largo de esta época medieval llegó a ser una forma muy popular de entretenimiento. Las historias contadas por narradores profesionales, cada uno de los cuales se especializaba en un tema concreto, no solo se escribían sino que se imprimían en libros, llamados huaben, que fueron fuente de inspiración de largas novelas chinas.
En la tradición literaria, la vuelta al conciso estilo clásico iniciada por Han Yu se prolongó en la dinastía Song con Ouyang Xiu y Su Xun, entre otros. El primero se distingue por sus ensayos filosóficos confucianos, políticos e históricos, aunque es más conocido por sus maravillosas descripciones de los paisajes de China. Los ingeniosos ensayos de Su Xun se consideran el máximo logro del estilo clásico.
La interpretación, la canción y la danza habían existido desde tiempos remotos pero el teatro, propiamente dicho, no se desarrolló hasta el final del medievo. En la época Tang, los actores ya ocupaban un lugar importante entre los artistas populares y se agrupaban en compañías profesionales, que actuaban en teatros construidos para albergar a varios millares de personas.

## Época Moderna
La época moderna comenzó en el siglo XIII y llega hasta nuestros días. En un principio se caracteriza por una gran literatura popular, antecesora de las literaturas populares de Occidente. El auge de la narrativa y del teatro chino durante la dinastía Yuan mongol (1279-1368), pudo deberse a un rechazo de los intelectuales del régimen mongol, que, en lugar de servirlos, se dedicaron a la narrativa y al teatro. La literatura popular siguió desarrollándose a lo largo de todo este periodo, hasta fundirse en un nuevo movimiento literario más amplio, en los primeros años del siglo XX.
Desde el siglo XII, el teatro chino seguía un modelo autóctono y las obras dramáticas locales más populares adquirían importancia nacional. El teatro Yuan, que se creó en el norte de China, escribía sus diálogos y canciones en un dialecto del norte. El laúd es el instrumento principal y las canciones, que constituían la parte poética de la obra, se consideraban más importantes que los diálogos, se escribían en qu, una nueva forma poética más flexible y expresiva que el shi del periodo Han y que el cu del periodo Tang. La obra Yuan se divide en cuatro partes, que se corresponden con los cuatro actos de las obras occidentales; a veces se añade un breve acto adicional que sirve como preludio o como interludio.
En el siglo XIV, la narrativa popular china fue cada vez más importante. Dos de las primeras novelas chinas de esta época, Sanguozhi Yanyi (Historias noveladas de los reinos), novela histórica de guerras y guerreros, y Shuihuzhuan (Al borde del agua), novela de aventuras de héroes bandidos, se pueden considerar la épica en prosa del pueblo chino. Las obras del arte popular derivaban de la tradición oral y tenían el toque genial de muchos escritores, por lo que resultaban muy distintas de las obras compuestas por un solo autor. En general, estos dos tipos de novelas chinas eran muy largas, densas y con excelentes caracterizaciones y descripciones coloristas. Todas estas características también se encuentran en Hongloumeng (Sueño de la habitación roja), una novela realista de Cao Xueqin, que describe detalladamente la prosperidad, la decadencia y la caída de una rica familia oficial.
En el siglo XVII, aparecieron numerosas colecciones de historia breves, que eran recopilaciones copiadas de periodos anteriores u obras compuestas por escritores contemporáneos. Al igual que la novelas, el estilo de estas historias, que ofrecen un retrato intimista de la sociedad china, es coloquial y realista. La antología más popular es Jinguqiguan (Cuentos maravillosos del pasado y del presente), que se compone de 40 historias.
Al tiempo que la era moderna avanzaba, la tradición popular se engrandecía y enriquecía. La literatura convencional, por el contrario, fue perdiendo producción, aunque intelectuales de la alta burguesía, entre los que había grandes escritores, la siguieron cultivando. La preceptiva literaria ya no fue capaz de seguir aportando más que estereotipos. Esta decadencia de la tradición literaria se prolongó hasta el siglo XX, cuando los escritores chinos se dieron cuenta de la necesidad de buscar nuevas fuentes de inspiración. Influidos por la literatura occidental, los escritores chinos, guiados por Hu Shi, comenzaron una revolución literaria conocida como el renacimiento chino. Intentaban utilizar el lenguaje coloquial con fines literarios y elevarlo a la categoría de expresión erudita.
Después de cincuenta años experimentando en esta dirección, la literatura china contemporánea ha madurado y ha mostrado una gran creatividad vitalista. En la primera mitad del siglo XX, los escritores chinos utilizaron la literatura como espejo para reflejar el lado sórdido de la vida, para combatir los aspectos negativos de la sociedad y para propagar el mensaje de la lucha de clases. Con ensayos e historias mordaces atacaban a la sociedad tradicional y escritores como Lu Xun (seudónimo de Zhou Shuren), ayudaron al avance de la revolución socialista. Aunque el espíritu de la literatura cambió el fondo, los caracteres y los sucesos representados, continuaron siendo típicamente chinos.
Durante los años de la revolución cultural (1966–1978), se esperaba que los artistas y escritores se adaptaran a las necesidades del pueblo y la influencia burguesa occidental se atacaba duramente. Desde entonces, se ha permitido una mayor libertad de expresión y se tolera el renovado interés por las ideas y las formas occidentales.